# St. Kitts and Nevis Football Association
Die St. Kitts and Nevis Football Association ist der im Jahr 1932 gegründete nationale Fußballverband von St. Kitts und Nevis. Der Verband organisiert die Spiele der Fußballnationalmannschaft und ist seit 1992 Vollmitglied im Kontinentalverband CONCACAF sowie seit 1992 Mitglied im Weltverband FIFA.

## Erfolge
- Fußball-Weltmeisterschaft

Teilnahmen: Keine
- CONCACAF Gold Cup

Teilnahmen: 2023